# 埃凯圣母村
埃凯圣母村（法語：Esquay-Notre-Dame，法語發音：[ɛkɛ nɔtʁ dam] ⓘ）是法国卡尔瓦多斯省的一个市镇，属于卡昂区。

## 地理
埃凯圣母村（49°6'45"N, 0°28'19"W）面积3.02 平方千米，位于法国诺曼底大区卡爾瓦多斯省，该省份为法国西北部沿海省份，北濒大西洋英吉利海峡，东北与滨海塞纳省以海上边界相接，东临厄尔省，南至奧恩省，西与芒什省接壤。
与埃凯圣母村接壤的市镇（或旧市镇、城区）包括：阿沃奈、奥东河畔巴龙、埃夫勒西、加夫吕、维约。

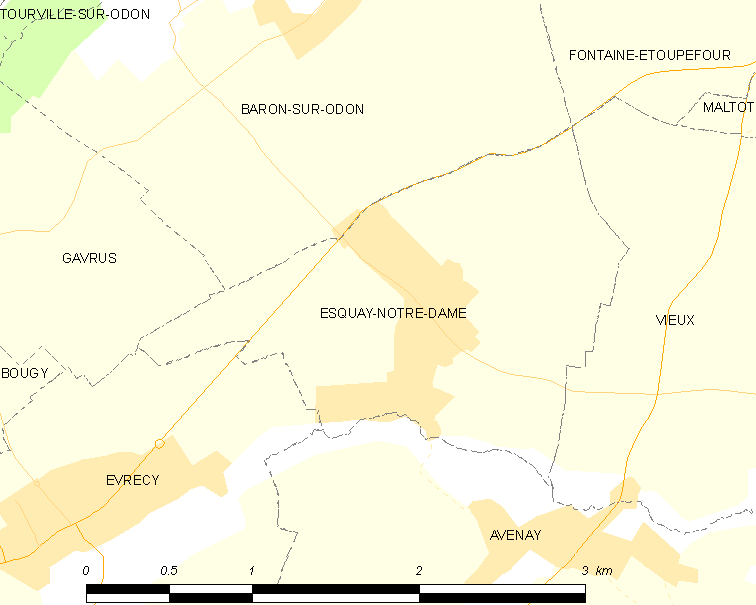
埃凯圣母村的OSM定位图

埃凯圣母村的时区为UTC+01:00、UTC+02:00（夏令时）。

## 行政
埃凯圣母村的邮政编码为14210，INSEE市镇编码为14249。

## 政治
埃凯圣母村所属的省级选区为埃夫勒西县。

## 人口

1962-2008年间埃凯圣母村人口变化图示

埃凯圣母村于2022年1月1日时的人口数量为1447人。